# Карнилова, Мария
Мария Карнилова (англ. Maria Karnilova; ранее — Карнилофф; 3 августа 1920, Хартфорд, Коннектикут — 20 апреля 2001, Нью-Йорк, Нью-Йорк) — американская театральная актриса и артистка балета.

## Биография
Родилась в Хартфорде, штат Коннектикут в семье Филиппа и Степаниды Довголенко, русских иммигрантов из Российской империи. Позже семья переезжает в Бруклин, Нью-Йорк. Там же в 1927 году Мария начинает заниматься балетом в детской группе при Метрополитен-опере. В 1939 году становится артисткой только что открывшегося Балетного театра, тогда же взяла себе псевдоним Мария Карнилофф (позже сменила его на Мария Карнилова).
В 1946 году дебютировала на Бродвее в мюзикле «Зови меня Мистер». В 1965 году стала лауреатом премии «Тони» за лучшую женскую роль второго плана в мюзикле «Скрипач на крыше». Четыре года спустя получила ещё одну номинацию на «Тони» за лучшую женскую роль в мюзикле «Зорба».
Карнилова участвовала в основном в театральных постановках, также она снялась в двух фильмах: мюзикле «Непотопляемая Молли Браун» (1964) и комедии «Замужем за мафией» (1988), которая и стала одной из последних её работ. Актриса скончалась в возрасте 80-ти лет в 2001 году.

## Личная жизнь
В 1948 году Мария вышла замуж за актёра Джорджа С. Ирвинга, в браке у них родилось двое детей.

## Карьера

### Театральные работы

#### Театр балета
- «Суд Париса»
- «Синяя борода»
- «Елена Троянская»
- «Три девственницы и дьявол»
- «Свадьба Авроры»
- «Спящая красавица»
- «Сиреневый сад»

#### Бродвей
- «Зови меня Мистер» (1946)
- «Мисс Свобода» (1949)
- «Для двоих» (1952)
- «Калейдоскоп» (1957)
- «The Concert» (1958)
- «Цыганка» (1959) — Тесси Тура
- «Браво, Джованни» (1962) — Синьора Пандольфи
- «Скрипач на крыше» (1964) — Голди
- «Зорба» (1968) — Мадам Гортензия
- «Джиджи» (1973) — Инес Альварес
- «Любимец Господа» (1974) — Роза Бенджамин
- «Верните пташку» (1981) — Мэй Петерсон
- «Скрипач» (1981)

### Фильмография
- Непотопляемая Молли Браун (1964) — Дафни
- Замужем за мафией (1988) — мать Фрэнка

### Дискография
- Instant Yiddish (1966)[4]
- Zorbá (1968)[5]
- Fiddler on the Roof (1986)